# Quasispermophorella ingwa
Quasispermophorella ingwa is een insect uit de familie van de Berothidae, die tot de orde netvleugeligen (Neuroptera) behoort. 
Quasispermophorella ingwa is voor het eerst wetenschappelijk beschreven door U. Aspöck & H. Aspöck in 1986.